# 青木堰
青木堰（あおきせき）は、茨城県桜川市にある桜川の堰。

## 概要

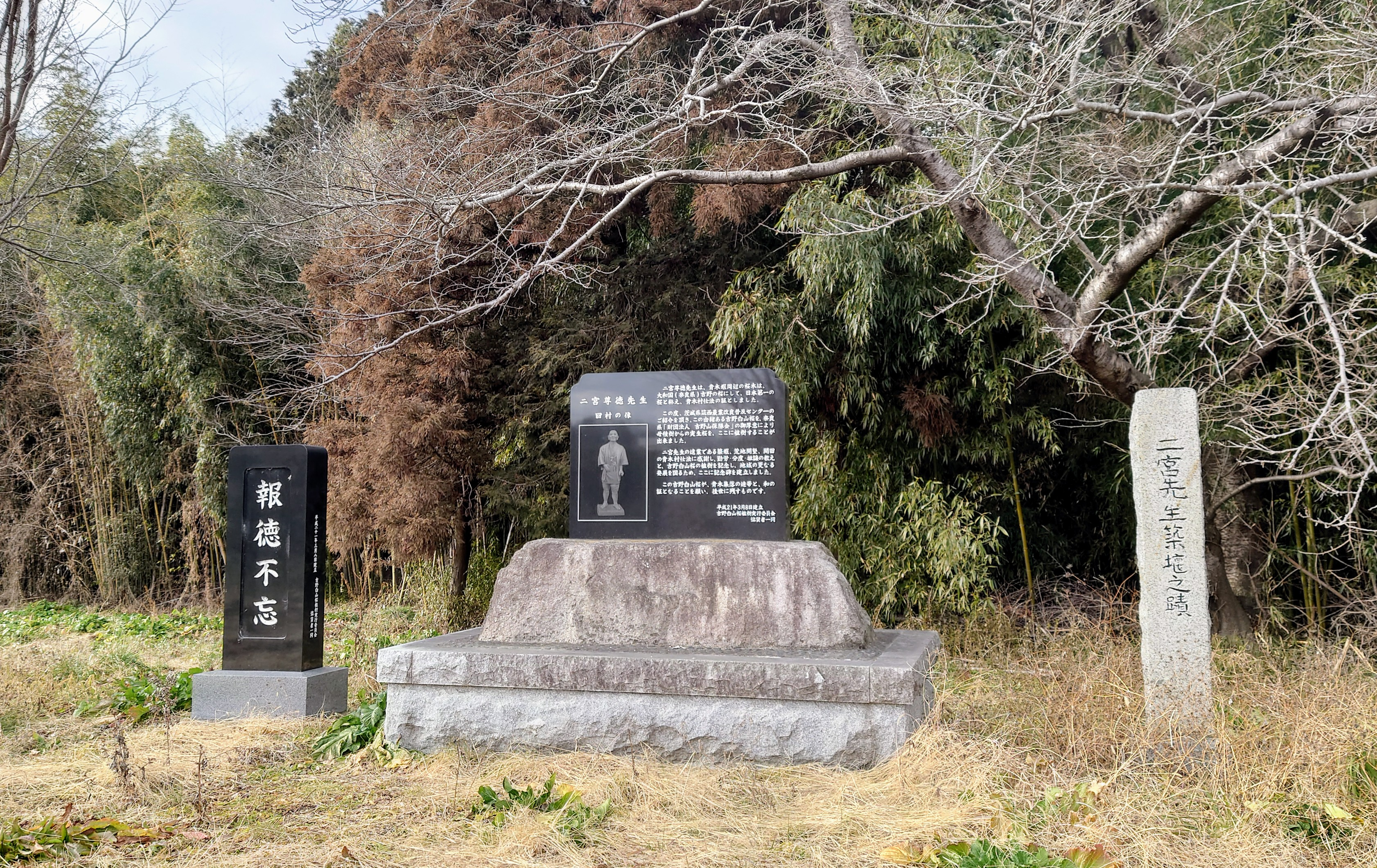
記念碑群

農業用水の取水用として二宮尊徳の青木村仕法によりに築造された。旧堰は10mほど下流にあったが、1998年に現在地に現在の堰が建設された。周辺には二宮尊徳を敬う石碑が並んでいる。

## 歴史

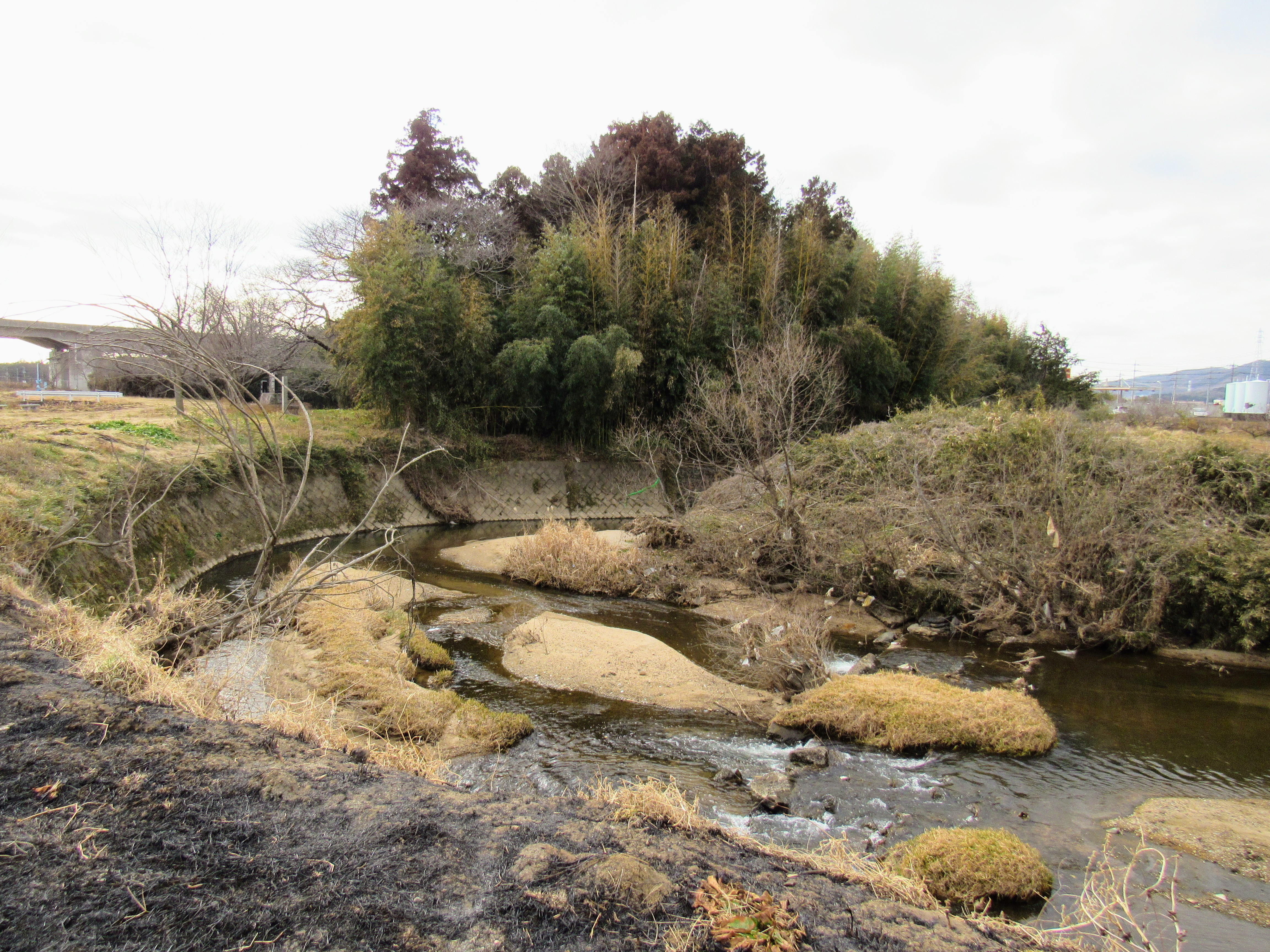
旧堰のあった場所

- 1833年（天保4年）：着工。木造かやぶきの家屋を上流に建てた上、それを川に引き落として堰建設の足場とする手法をとった。
- 1998年（平成10年）：現在地に建設
- 2022年（令和4年）4月3日：大規模改修工事が竣工[1]

## 交通アクセス
- JR水戸線岩瀬駅から徒歩20分。
- 桜川市バス 鍬田西停留所から徒歩7分